# Witheringia coccoloboides
Witheringia coccoloboides är en potatisväxtart som först beskrevs av Carl Lebrecht Udo Dammer, och fick sitt nu gällande namn av A. T. Hunziker. Witheringia coccoloboides ingår i släktet Witheringia och familjen potatisväxter. Inga underarter finns listade i Catalogue of Life.

## Bildgalleri

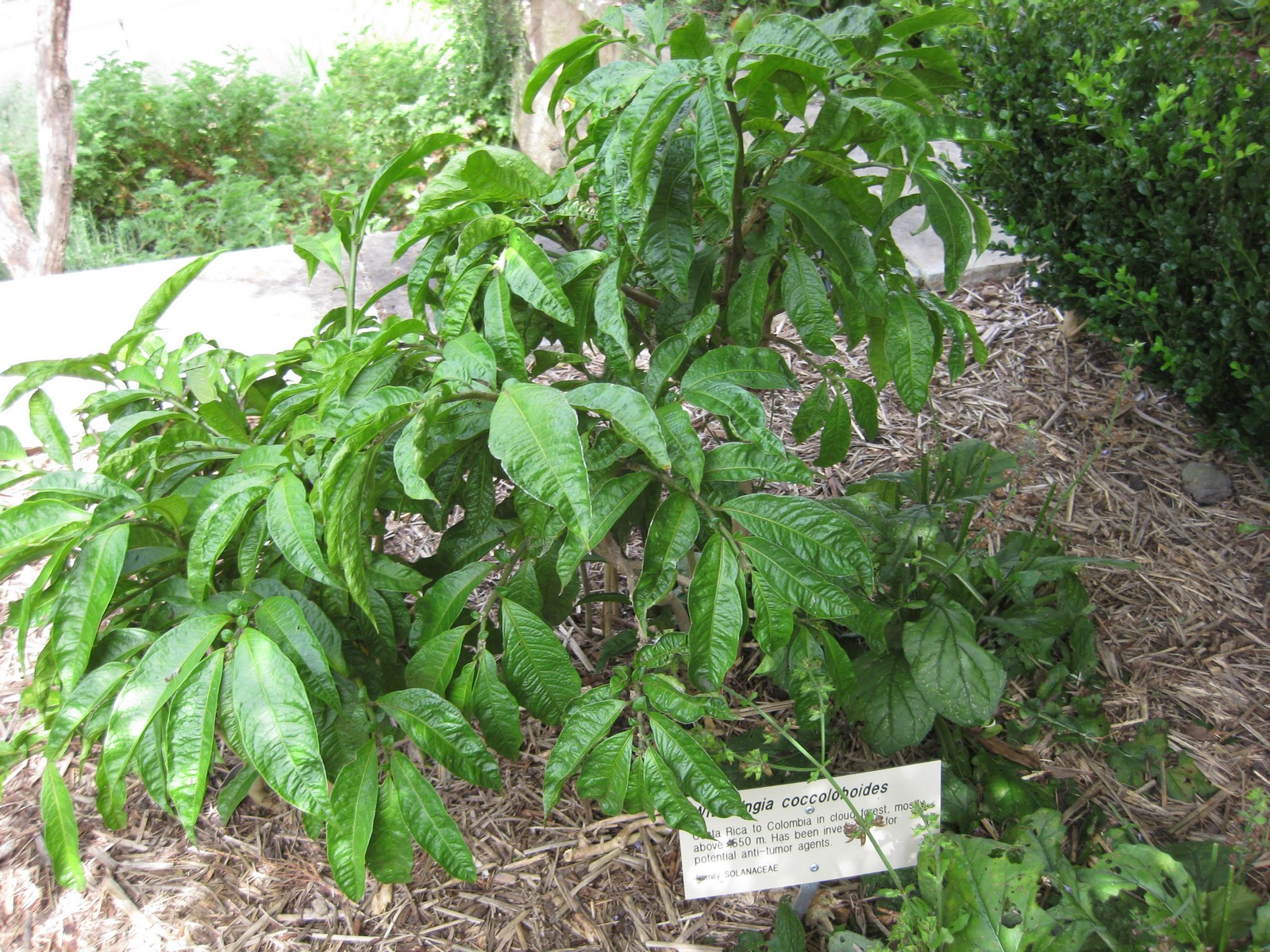
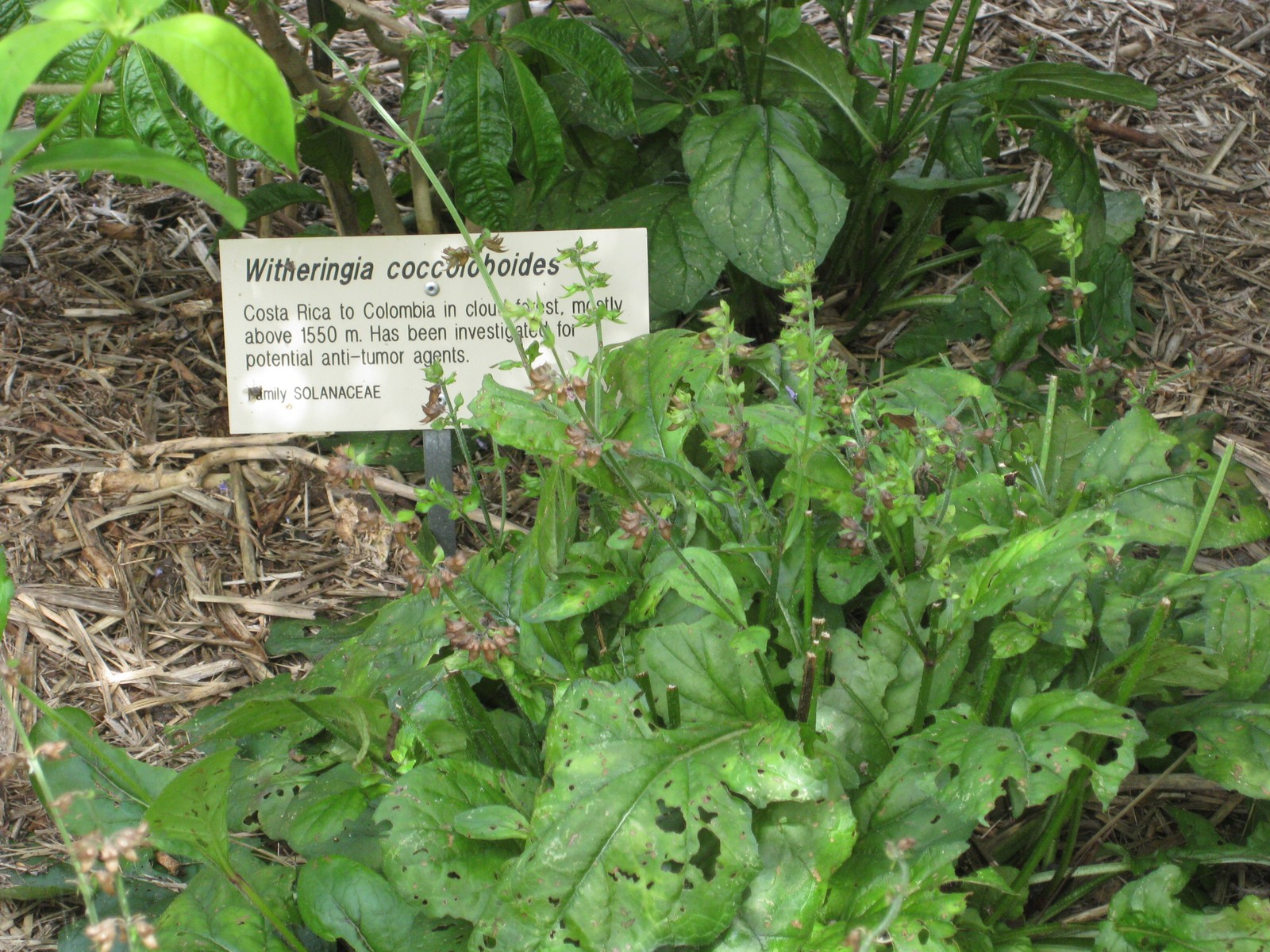
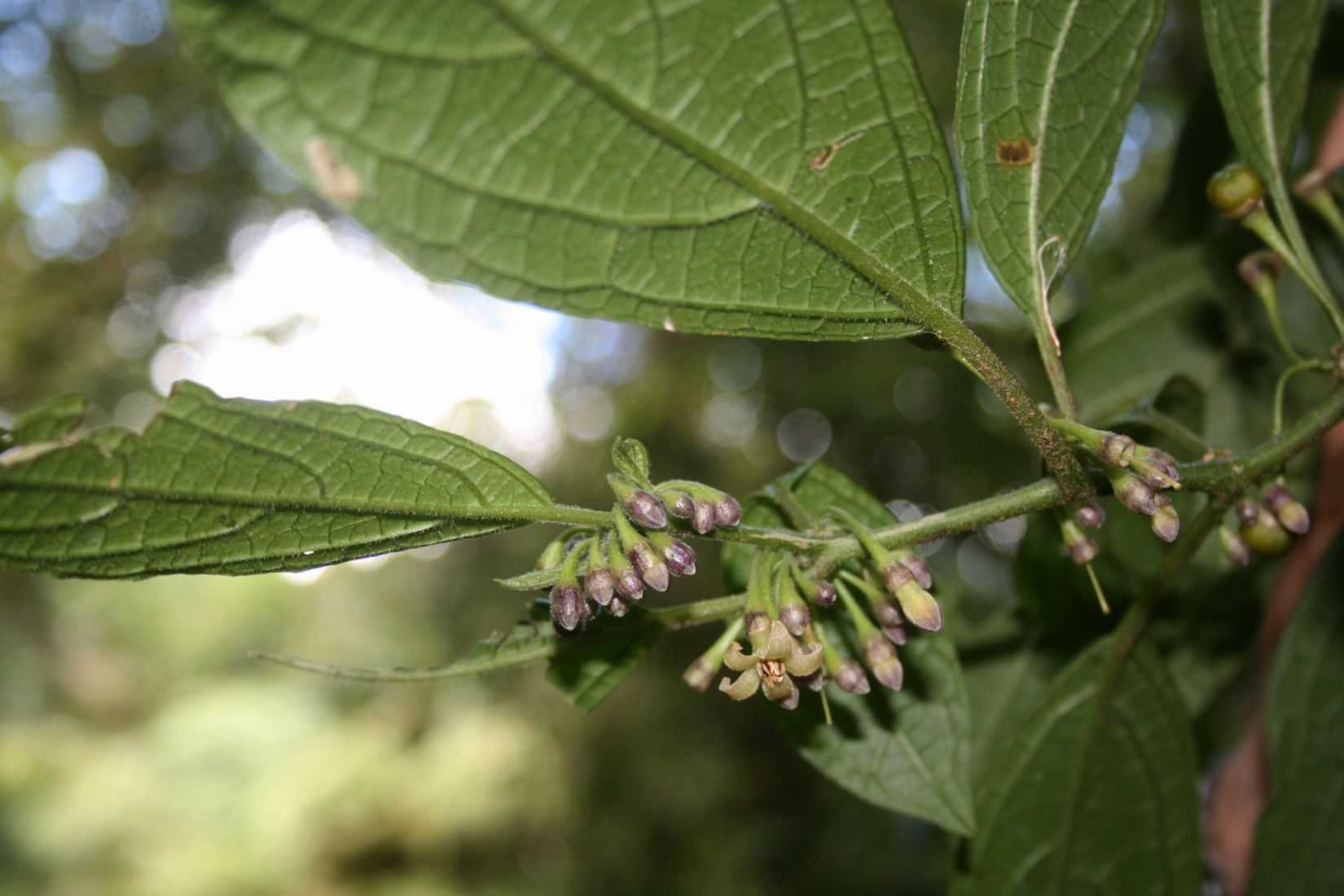
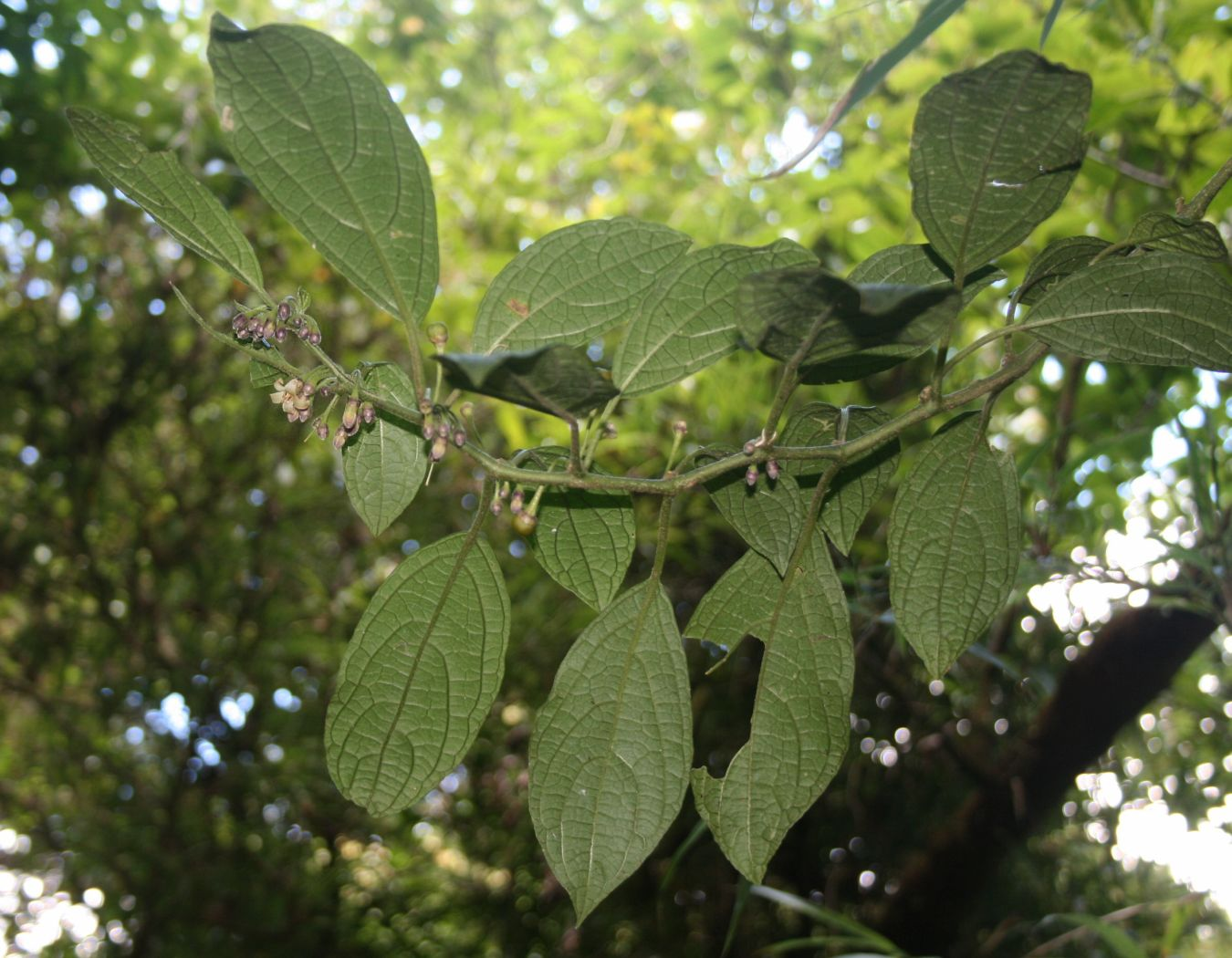